# Astus subroseus
Astus subroseus är en myrtenväxtart som beskrevs av Malcolm Eric Trudgen och Barbara Lynette Rye. Astus subroseus ingår i släktet Astus och familjen myrtenväxter. Inga underarter finns listade i Catalogue of Life.